# Kermanszah (miasto)
Kermanszah (perski: کرمانشاه, przez kilka lat po rewolucji Bachtaran) – miasto w zachodnim Iranie, stolica ostanu Kermanszah.
Miasto znajduje się w górach Zagros, na wysokości ok. 1630 m n.p.m.
Liczba mieszkańców w 2003 roku wynosiła ok. 785 tys.

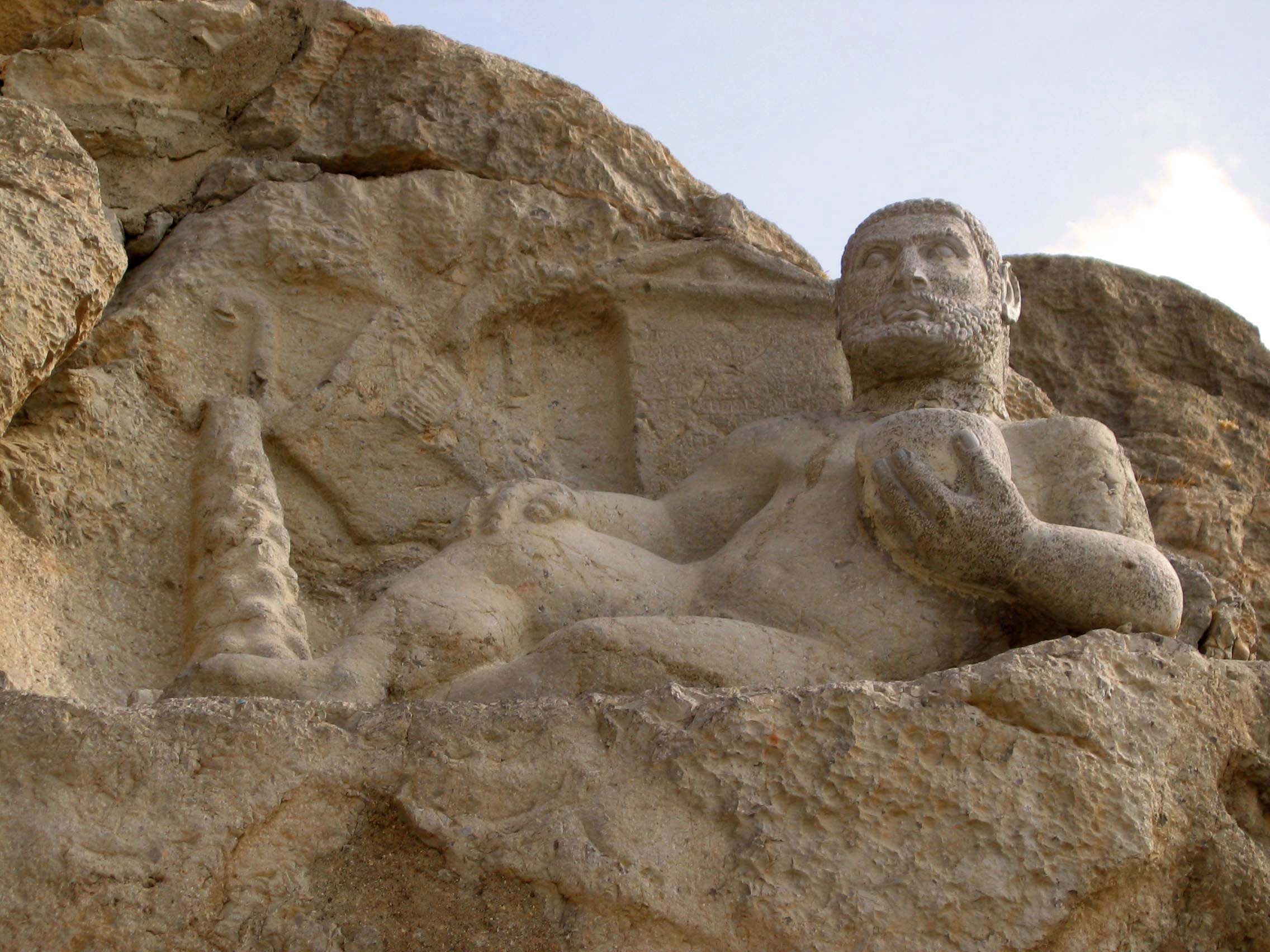
Rzeźba Herkulesa z okresu hellenistycznego